# Tadashi Nakamura (piłkarz)
Tadashi Nakamura (jap. 中村 忠 Nakamura Tadashi; ur. 10 czerwca 1971) – japoński piłkarz, reprezentant kraju.

## Kariera klubowa
Od 1990 do 2004 roku występował w klubach: Verdy Kawasaki, Urawa Reds i Kyoto Purple Sanga.

## Kariera reprezentacyjna
W reprezentacji Japonii zadebiutował w 1995. W reprezentacji Japonii występował w latach 1995–1998. W sumie w reprezentacji wystąpił w 16 spotkaniach.

## Statystyki
| Reprezentacja Japonii | Reprezentacja Japonii | Reprezentacja Japonii |
| Rok                   | Mecze                 | Gole                  |
| --------------------- | --------------------- | --------------------- |
| 1995                  | 3                     | 0                     |
| 1996                  | 4                     | 0                     |
| 1997                  | 8                     | 0                     |
| 1998                  | 1                     | 0                     |
| Razem                 | 16                    | 0                     |